# San Juan Nonualco
San Juan Nonualco est une municipalité du département de La Paz au Salvador.

## Notes et références

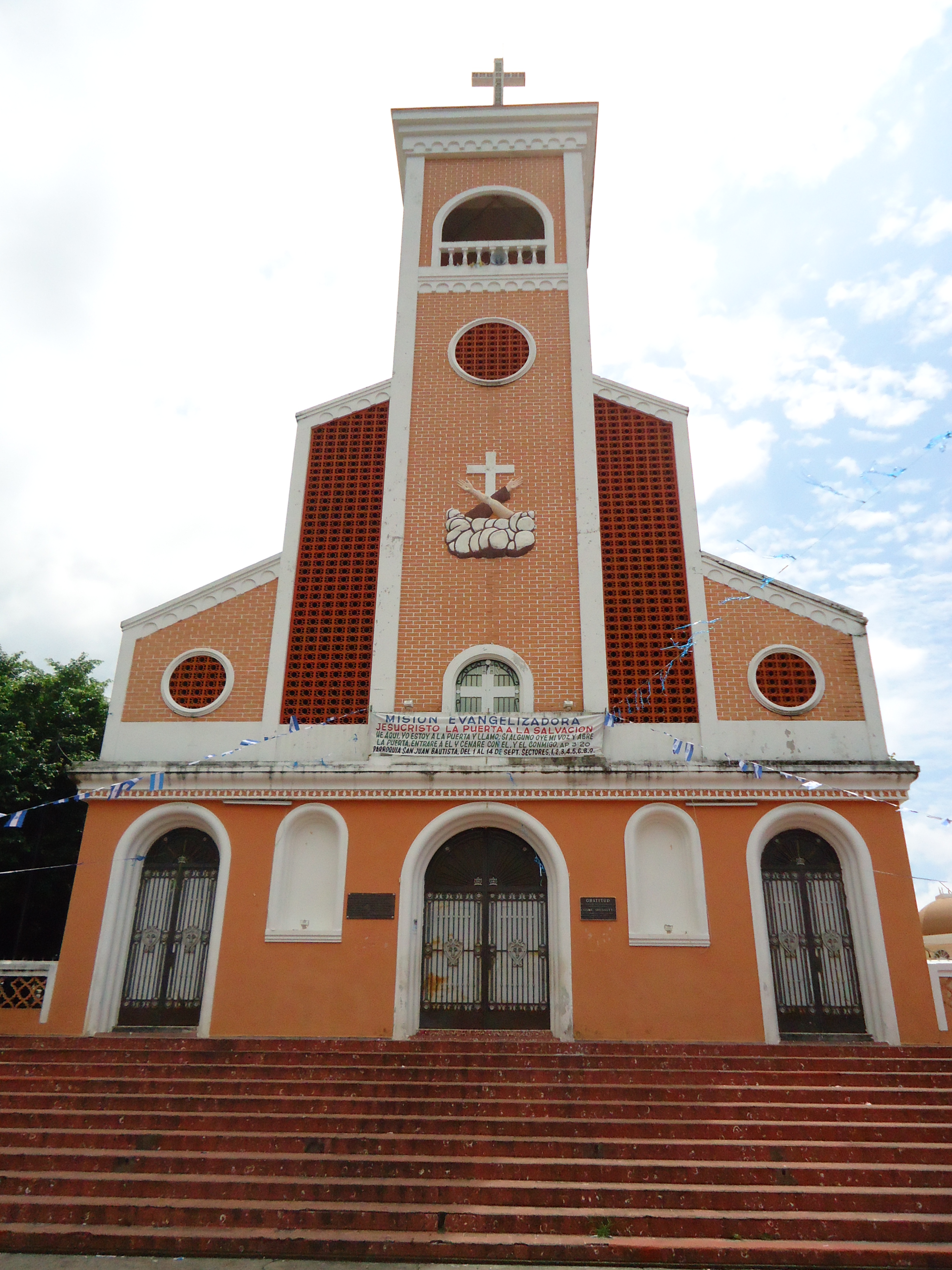
Église paroissiale de San Juan Bautista